# Giovanni Battista Zeno
Giovanni Battista Zeno, dit le cardinal de Vicence (né à Venise, Italie, alors dans la république de Venise en 1439 / 1440, et mort empoisonné[réf. nécessaire] à Padoue le 8 mai 1501) est un cardinal italien du XVe siècle. Sa mère est une nièce du pape Eugène IV et la sœur du pape  Paul II  et il est un cousin du cardinal Giovanni Michiel (1468).

## Biographie
Giovanni Battista Zeno étudie à l'université de Padoue. Il est primicerius de la basilique Saint-Marc de  Venise, chanoine de la basilique Saint-Pierre et protonotaire apostolique. Il est abbé commendataire de l'abbaye de  S. Stefano a Carrara, dans le diocèse de Padoue, et de l'abbaye de Mozza, dans le diocèse de L'Aquila.
Son oncle, le pape Paul II le crée cardinal lors du consistoire du 21 novembre 1468. En 1470 il est nommé évêque de Vicence et il reçoit plusieurs bénéfices de son oncle, le pape. En 1477 il est nommé légat a latere à Venise. Il est légat à Pérouse et en Ombrie  pendant le pontificat du pape Sixte IV. Zeno est camerlingue du Sacré Collège en 1481. Il construit et restaure plusieurs églises à Rome, Vérone et Crémone. 
Le cardinal Zeno participe au conclave de 1471, lors duquel Sixte IV est élu, au conclave de 1484 (élection d'Innocent VIII) et au conclave de 1492 (élection d'Alexandre VI).